# Pierre-Yves André
Pour les articles homonymes, voir André.
Pierre-Yves André, né le 14 mai 1974 à Lannion, est un footballeur français. Il évolue au niveau professionnel de 1993 à 2010.

## Biographie
Formé à l'Union sportive lannionnaise, Pierre-Yves André commence sa carrière professionnelle au Stade rennais puis rejoint le Sporting Club de Bastia une première fois en 1997, alors que le club est entraîné par Frédéric Antonetti. Ce dernier fait du Breton un homme de base de son équipe, mais André a du mal à confirmer[réf. nécessaire]. Son seul fait de gloire cette année-là est le but qu'il inscrit contre le Benfica Lisbonne à Furiani, assurant la qualification en 1/16 de Coupe UEFA. 
Il fait aussi la campagne des Jeux olympiques avec l'Équipe de France où se trouvait d'ailleurs Claude Makelele qui était entraînée par Raymond Domenech. Sélectionné pour le stage préparatoire à Clairefontaine début juillet 1996, il est finalement privé des Jeux en raison d'une douleur aux adducteurs.
Entre 1998 et 2001 il forme une des meilleures doublettes offensives de Division 1 avec Frédéric Née[réf. nécessaire], ce qui lui permet de jouer ses premières minutes avec l'équipe de France A' (et notamment une défaite à domicile 1-2 face à l'Allemagne, en compagnie de Née), puis, de rejoindre le champion de France, le FC Nantes. Son départ est houleux, André annonçant l'année précédente qu'il « avait perdu 2 années à Bastia »[réf. nécessaire]. Malgré la Ligue des Champions, la saison se passe relativement mal[réf. nécessaire] et après 18 mois sur les bords de l'Erdre, André prend le large et rejoint les Bolton Wanderers pour une pige de 6 mois. 
Il revient ensuite dans sa région natale, à Guingamp, où il ne peut éviter la descente en Ligue 2, n'inscrivant qu'un but en 34 matchs. C'est alors que le Sporting le rappelle. Mais Pierre-Yves André va encore connaître une nouvelle descente, durant laquelle ses larmes à Strasbourg (dernière journée, défaite 0-2) rappelleront son attachement au club corse[réf. nécessaire]. Cette fois, il reste au SCB dont il devient le capitaine et le garant des valeurs du club[réf. nécessaire]. 
C'est lors de la saison la plus prolifique de sa carrière (14 buts) et le jour de son anniversaire, face à Istres, que le Sporting Club de Bastia est relégué en National pour la première fois depuis 45 ans. Ce même jour, Pierre-Yves décide de prendre sa retraite de footballeur professionnel et s'installe avec sa famille en Corse.
En 2012, il devient consultant pour la chaîne sportive beIN Sports.
En août 2020, il rejoint la chaîne Téléfoot en tant qu'homme de terrain. Il sera notamment au bord de la pelouse lors du grand match du dimanche soir.

## Palmarès
- 1997-1998 : Vainqueur de la Coupe Intertoto avec le SC Bastia
- 2001-2002 : Vainqueur du Trophée des champions avec le FC Nantes

## Statistiques
| Saison                | Club                    | Championnat           | Championnat | Championnat | Coupe nationale | Coupe nationale | Coupe de la Ligue | Coupe de la Ligue | Compétition(s) continentale(s) | Compétition(s) continentale(s) | Compétition(s) continentale(s) | Total | Total |
| Saison                | Club                    | Division              | M.          | B.          | M.              | B.              | M.                | B.                | Comp.                          | M.                             | B.                             | M.    | B.    |
| 1993-1994             | Stade rennais FC        | D2                    | 24          | 5           | 3               | 1               | -                 | -                 | -                              | -                              | -                              | 27    | 6     |
| 1994-1995             | Stade rennais FC        | D1                    | 33          | 5           | 1               | 0               | 1                 | 0                 | -                              | -                              | -                              | 35    | 5     |
| 1995-1996             | Stade rennais FC        | D1                    | 36          | 6           | 1               | 0               | 2                 | 0                 | -                              | -                              | -                              | 39    | 6     |
| 1996-1997             | Stade rennais FC        | D1                    | 30          | 1           | 2               | 0               | 3                 | 0                 | CI                             | 0                              | 0                              | 35    | 1     |
| 1997-1998             | SC Bastia               | D1                    | 29          | 1           | 2               | 0               | 1                 | 1                 | CI+C3                          | 6                              | 1                              | 38    | 3     |
| 1998-1999             | SC Bastia               | D1                    | 22          | 9           | 1               | 1               | 1                 | 0                 | CI                             | 5                              | 1                              | 29    | 11    |
| 1999-2000             | SC Bastia               | D1                    | 30          | 7           | 0               | 0               | 3                 | 2                 | -                              | -                              | -                              | 33    | 9     |
| 2000-2001             | SC Bastia               | D1                    | 32          | 10          | 2               | 1               | 2                 | 2                 | -                              | -                              | -                              | 36    | 13    |
| 2001-2002             | FC Nantes Atlantique    | D1                    | 26          | 4           | 2               | 1               | 0                 | 0                 | C1                             | 10                             | 2                              | 38    | 7     |
| 2002-2003             | FC Nantes Atlantique    | L1                    | 6           | 0           | 1               | 0               | 2                 | 1                 | -                              | -                              | -                              | 9     | 1     |
| 2002-2003             | Bolton Wanderers (prêt) | PL                    | 9           | 0           | 0               | 0               | 0                 | 0                 | -                              | -                              | -                              | 9     | 0     |
| 2003-2004             | En Avant de Guingamp    | L1                    | 34          | 1           | 1               | 0               | 1                 | 0                 | CI                             | 2                              | 1                              | 38    | 2     |
| 2004-2005             | SC Bastia               | L1                    | 21          | 4           | 1               | 0               | 1                 | 0                 | -                              | -                              | -                              | 23    | 4     |
| 2005-2006             | SC Bastia               | L2                    | 33          | 12          | 3               | 4               | 0                 | 0                 | -                              | -                              | -                              | 36    | 16    |
| 2006-2007             | SC Bastia               | L2                    | 29          | 9           | 2               | 1               | 0                 | 0                 | -                              | -                              | -                              | 31    | 10    |
| 2007-2008             | SC Bastia               | L2                    | 28          | 8           | 4               | 4               | 0                 | 0                 | -                              | -                              | -                              | 32    | 12    |
| 2008-2009             | SC Bastia               | L2                    | 34          | 10          | 1               | 0               | 1                 | 0                 | -                              | -                              | -                              | 36    | 10    |
| 2009-2010             | SC Bastia               | L2                    | 35          | 14          | 0               | 0               | 1                 | 0                 | -                              | -                              | -                              | 36    | 14    |
| Total sur la carrière | Total sur la carrière   | Total sur la carrière | 491         | 106         | 27              | 13              | 19                | 6                 | -                              | 23                             | 5                              | 560   | 130   |

- 1er match en Division 1 le 29 juillet 1994 avec le Stade rennais : AS Saint-Étienne - Stade rennais (1-1).